# Chris Eliopoulos
Chris Elipoulous (né le 30 septembre 1967 à Astoria, New York) est un auteur de bande dessinée américain surtout connu comme lettreur pour l'industrie du comic book depuis le début des années 1990.

## Prix et récompenses
- 2007 :  prix Eagle du meilleur lettreur
- 2008 : prix Harvey du meilleur lettreur pour Daredevil
- 2012 : prix Harvey du meilleur lettreur pour Fear Itself